# 夢みる月のルナルティア
『夢みる月のルナルティア』は2011年11月25日にArianrhodより発売された18禁恋愛アドベンチャーゲームである。

## 内容

### ゲームシステム
（出典：）
本作はイベントパート・探索パート・錬金術パートに分かれている。イベントパートは、ヒロインと会話をしたり、クエストの依頼を受けたりするAVGパートである。探索パート・錬金術パートはRPG要素を備えている。探索パートではモンスターが住むダンジョンに赴き、受けた依頼にしたがって、錬金術に用いる素材とレシピを手に入れる。錬金術パートでは、ダンジョンで手に入れた素材とレシピを用いて錬金術を行い、新たなアイテムの作成を行う。依頼のアイテムやヒロインたちの武具を作ることができる。

### ストーリー
科学と魔術が発展した月の世界が舞台。主人公・天野翔は、立派な錬金術師になるために、地球から離れ、月にある魔法学園に転入する。魔法使いの妹・天野紗月やクラスメイトである剣士の少女・十六夜飛鳥と協力し、翔は冒険の日々を送る。何もかもが新しい、月での生活と、月で出会った少女たちとの甘い生活。さらには大昔から月に住むという、月の住人たち。波乱に満ちた月の世界で、恋と冒険の物語が始まる。

## 登場人物
天野 翔（あまの かける）
本作の主人公。錬金術師を目指しており、月にある魔法学園に転入した。
天野 紗月（あまの さつき）
声 - 青葉りんご
翔の妹。優秀な魔法使い。月にある魔法学園には兄より先に通っていた。翔とはしばらく離れて暮らしていたため、甘えたい欲求を溜め込んでいた。しかし持ち前の性格から素直に甘えられず、ツンデレな態度を取る。真面目な性格で、礼儀正しい。自分以外の女の子が翔に言い寄ると不機嫌になる。
公式サイトで行われた人気投票では、見事一位に輝いた。
ルナル・ラ・ラパン
声 - 新堂真弓
太古から月に住んでいるウサギ族の王族である少女。ウサギ族の存在を人に知られないようにするため、魔法学園に転入し、人間を排除しようとする。しかし、翔たちと過ごすうちに過激な思想に疑問を抱くようになる。後に方針を転換し、月から人間を平和裏に追い出すための魔法を研究し始める。
エノラ・テトラピア
声 - 夏野こおり
精霊使いの少女。冒険では回復を担当する。大人しい性格だが、月の真相を確かめるという大望を心に秘めている。
十六夜 飛鳥（いざよい あすか）
声 - 桐矢ノエル
魔法を付与した剣を扱う少女。優れた剣士を輩出してきた家系に生まれ、自身の腕前も人並みを外れている。性格は真面目である。自分の剣術を存分に発揮することができるため、月での生活を気に入っている。
ラヴィ・ルーナ
声 - 井村屋ほのか
月の住人。翔と同じ学園に通っている。クールな性格で、近寄りがたい雰囲気を漂わせている。翔たちの冒険を妨害してくるが、それはある野望のためである。月から人間を追い出すために、古代の魔法を復活させようとしている。

## スタッフ
- 原画 - 雛祭桃子[1]
- シナリオ - ヤマグチノボル、紫苑憧朋香[1]
- システム - くまさんちーむ[10]

## 主題歌
- OP 『ようこそ☆ルナルティアへ』[2]

作編曲 - クサノユウキ / 作詞 - 紫苑憧朋香
歌 - 青葉りんご、井村屋ほのか、桐矢ノエル、新堂真弓、夏野こおり
- ED 『いにしえのGEOFU』[2]

作編曲 - 七巻ヒ熊 / 作詞 - 新堂真弓 / 歌 - ALT（新堂真弓&シャオメイ）